# Wayne Boring
Pour les articles homonymes, voir Boring.
Wayne Boring, né le 5 juin 1905 à Verdi (en) dans le Minnesota et mort le 20 février 1987 à Pompano Beach en Floride, est un auteur américain de comics, en particulier ceux mettant en scène Superman.

## Biographie
Wayne Boring naît le 5 juin 1905. Après des études d'art à Chicago, il devient dessinateur pour l'éditeur National Publication en 1937. Il dessine, sans être crédité, des séries créées par Jerry Siegel et Joe Shuster comme Slam Bradley ou le Doctor Occult. En 1938, il rejoint le studio de Shuster et dessine les aventures de Superman. Dans les années 1940, il travaille aussi pour Novelty sur des séries comme Blue Bolt. En 1942, il continue à dessiner Superman mais cette fois directement pour DC Comics. Il reste 30 ans sur la série et dessine en plus le strip quotidien diffusé par le McClure Syndicate. À partir de 1968, il assiste Hal Foster sur les pages dominicales de Prince Vaillant et devient dessinateur, non crédité, de Davy Jones créé par Sam Leff. Il dessine aussi quelques séries pour Marvel Comics puis quitte le monde des comics pour devenir garde de sécurité dans une banque. Il meurt en 1987.

## Récompenses
- 2007 : Temple de la renommée Will Eisner (à titre posthume)